# Alonso Antonio de San Martín
Alonso Antonio de San Martín   (Madrid, 12 de desembre de 1642 - Conca, 21 de juliol de 1705) va ser un religiós castellà, bisbe d'Oviedo (1676-1681) i de Conca (1681-1705), que va ser conegut també per ser fill natural del rei Felip IV de Castella.
Va néixer a Madrid el 12 de desembre de 1642, fill natural del rei Felip IV, que llavors estava casat amb Isabel de Borbó, i d'una dama soltera que prestava servei al Palau del Buen Retiro, anomenada Tomasa de Aldana. Inicialment va estar sota la protecció del comte-duc d'Olivares mitjançant el banquer portuguès Simón Rodríguez. Més tard, va ser adoptat per Juan de San Martín, que va donar-li el seu cognom, acció que va valer-li l'ascens a cavaller de l'orde de Sant Jaume, i els càrrecs d'ajuda de cambra, aposentador de llibre i tinent canceller major del Consell d'Índies, entre d'altres.
Durant la joventut, va tenir com a tutor i curador al bisbe de Sigüenza, Antonio de Luna, i al nou privat de Felip IV i nebot del comte-duc d'Olivares, Luis Méndez de Haro. Va residir a Alcalá de Henares, on va ser col·legial comensal del col·legi de Sant Ildefons de la Universitat d'Alcalá, una beca que es va atorgar sense proves a causa de la notorietat del seu llinatge. Per residir a Sigüenza i assistir personalment a les classes de la universitat, el 1675 va graduar-se, sense prova alguna, a la Universitat de San Antonio de Porta Coeli, i va rebre alhora el grau de batxiller, llicenciat i doctor en Dret Canònic.
Tot i que a Sigüenza se li van impartir algunes ordres sagrades, les de diaca i prevere les va rebre del bisbe Francisco de Zárate a Conca. A més va ser investit de beneficis a l'església col·legial de Santa Maria la Major d'Antequera, de patronat reial, a més de rebre diverses pensions. Així mateix, va ser nomenat ardiaca de Huete, dignitat de la catedral de Conca, i abat d'Alcalá la Real, càrrec en el qual va sobresortir pel seu tarannà vigilant i reformador, amb noves constitucions per al capítol de la col·legiata i altres regles d'actuació.
La reina Maria Anna d'Àustria el va presentar al bisbat d'Oviedo. Va prendre possessió en nom seu Toribio de Mier Inguanzo, ardiaca de Babia i canonge de la catedral, el 20 de març de 1676. San Martín va arribar el 2 de desembre a la nit, d'incògnit, fet que va provocar la queixa del capítol catedralici. D'altra banda, va ser abat de Tuñón, dignitat de la catedral d'Oviedo, prebenda les rendes de la qual va afegir després a la col·legiata de Covadonga, entre d'altres. En tot cas, va ocupar el càrrec de bisbe fins al mes de setembre de 1681, en ser promogut al bisbat de Conca. Va sortir d'Oviedo el 22 de novembre.
Va prendre possessió del bisbat de Conca el 17 de març de 1682, en substitució de Francisco de Zárate y Terán. La seva activitat fonamental va ser promoure el culte a sant Julià, les restes del qual es conservaven a la catedral i per al qual va fer fabricar una urna d'argent. A més, tenia un projecte de construir una capella per a la urna, així com un transparent que permetés veure l'urna sepulcral des de l'altar major, però el projecte no es va arribar a materialitzar, i ja modificat, fins a mitjan segle XVIII. Així mateix, va manar fer un tron i decoracions d'argent per a la Mare de Déu del Sagrari, venerada també a la diòcesi. També va pagar el nou orgue major de la catedral.
Va morir a Conca el 21 de juliol de 1705, va ser enterrat sota l'arc on es troben les restes de sant Julià. La seva mort va ser anunciada a la Gaceta de Madrid, però sense expressió del dia ni la seva edat.